# حنیف قریشی
حنیف قریشی (زاده ۵ دسامبر ۱۹۵۴) نمایشنامه‌نویس، فیلمنامه‌نویس، فیلمساز و کارگردان بریتانیایی از تبار پاکستانی و انگلیسی است. موضوعات آثار او بیشتر دربارهٔ نژاد، ملی‌گرایی، مهاجرت و جنسیت است. او باور دارد نسل جوانان امروز دلیلی برای امیدواری ندارند.

## زندگی
حنیف قریشی در ۵ دسامبر ۱۹۵۴ در انگلستان زاده شد. وی در کینگز کالج لندن فلسفه خواند و همیشه بزرگ‌ترین مشکل خود را اختلاف فرهنگی میان افراد می‌دانست. وی کار خود را با نمایشنامه‌نویسی‌ آغاز کرد.
او نخستین بار با فیلمنامه رختشویخانه زیبای من در سال ۱۹۸۵ شناخته شد.
حنیف قریشی در ۲۶ دسامبر ۲۰۲۲ با سر زمین خورد و به خاطر آسیب‌های ناشی از آن، قادر به حرکت دادن دست‌ها و پاهای خود نیست و از آن زمان در پنج بیمارستان تحت درمان بوده است. او می‌گوید این موضوع باعث شد رابطه او با پسرهایش بهتر شود. او در حال نگارش کتابی درباره این سانحه است.

## کتابشناسی
- انتهای خط زندگی
- جذب کردن حرارت
- سرزمین مادری
- خط مرزی
- حومه
- رختشویخانه زیبای من (فیلمنامه)
- بودای حومه‌نشینان
- عشق سال‌های غم

## جوایز
- برنده جایزه ویتبرد (۱۹۹۰)